# Java Oriental
Java Oriental (en indonesi: Jawa Timur, en javanès: ꦗꦮꦮꦺꦠꦤ꧀, Jåwå Wétan) és una província d'Indonèsia. Fa frontera amb la província de Java Central a l'oest, i el mar de Java i l'oceà Índic banyen la costa nord i sud, respectivament. L'estret de Bali fa de separació amb Bali. Situada a l'est de Java, la província també inclou l'illa de Madura, així com les illes Kangean, les illes Masalembu i altres arxipèlags menors del mar de Bali. Està dividida en 29 regències (kabupaten ) i nou ciutats (kotamadya). La capital és Surabaya, la segona ciutat més gran d'Indonèsia, un important centre industrial i empresarial.
Java Oriental té una extensió de 47.800 km². Segons el cens del 2020, tenia 40.665.696 habitants i és, per tant, la segona província més poblada d'Indonèsia. Hi viuen diversos grups ètnics, com ara els javanesos, els maduresos i els xinesos. La majoria de la població practica l'islam, aproximadament el 94%, tot i que també es practiquen altres religions com el cristianisme, el budisme, el confucianisme i l'hinduisme.
La llengua oficial de la província és l'indonesi, com a la resta del país, però les d'ús més freqüent són el javanès i el madurès. L'indonesi només es fa servir per a la comunicació entre ètnies i per a qüestions oficials.
Java Oriental destaca per les seves atraccions turístiques: el volcà Ijen a Banyuwangi, el Parc Nacional de Baluran a Situbondo o el Parc Nacional de Bromo Tengger Semeru, entre d'altres. L'àrea metropolitana de Malang també és una destinació turística coneguda. La província en conjunt és un centre econòmic de l'Indonèsia central i oriental i aporta més del 15% del producte interior brut del país. Algunes indústries importants són el ferrocarril, la papereria i les fàbriques de cigarretes i de ciment. A Surabaya hi ha el fabricant de vaixells més gran d'Indonèsia. Moltes d'aquestes empreses són propietat de l'estat.